# James Mitchel
James Sarsfield "Jim" Mitchel (født 30. januar 1864, død 3. juli 1921) var en irsk-amerikansk atlet, som deltog i OL 1904 i St. Louis.

## Idrætskarriere
Mitchel var i perioden, indtil John Flanagan kom frem, en af verdens bedste atleter i vægtdisciplinerne. Han vandt således hele 76 nationale mesterskaber i henholdsvis Irland, England, Canada og USA. Han satte 11 verdensrekorder fra 1886 og frem til 1892.
Da han første gang var med ved OL i 1904, var han forbi sin karrieres bedste periode. Han deltog i hammerkast, hvor han blev nummer fem, men bedre gik det i vægtkast, hvor han med 10,13 m blev nummer tre efter canadiske Étienne Desmarteau med 10,46 m og landsmanden John Flanagan med 10,16 m. Derefter blev han nummer seks i diskoskast, mens han også deltog på det amerikanske hold i tovtrækning og var med til at blive nummer fire.
Mitchel var også meldt til flere discipliner ved de olympiske mellemlege 1906 i Athen, men da det skib, amerikanerne sejlede til Europa på, løb ind i en heftig storm, blev han skadet og derfor ude af stand til at stille op. Endelig var han tilmeldt i spydkast ved OL 1912 i Stockholm som 48-årig, men stillede ikke til start.

## Videre karriere
Mitchel blev senere en velkendt sportsskribent og forfatter til flere bøger om blandt andet polo og roning.